# Komparatorsystem
Das Komparatorsystem nach Gray und Rawlins ist eine 1986 entwickelte These, wonach sensorische Eindrücke (bottom-up) mit begrifflichem Verständnis (top-down), gemessen, verglichen und analysiert werden. Sie postulierten hippocampale Strukturen als möglichen Sitz dieses Vergleichssystems. Vermutet wird, dass bei psychotischen Episoden die Anpassungsfähigkeit der internen Korrektur der Wahrnehmung fehlerhaft ist.

## Aktuelles Verständnis zum hippocampalen Vergleichsystem
Nach Untersuchungen aus dem Jahr 2001 stellt das Komparatorsystem einen globalen Steuermechanismus im Gehirn dar, der im Wesentlichen das Zustandekommen und die Regulierung der selektiven Aufmerksamkeit einerseits und die selektive Informationsfilterung und Speicherorganisation für das explizite, das episodische, das deklarative und das perzeptuelle Gedächtnis andererseits, bewirkt.

Top-Down-Modell des Komparatorsystems
blau = top-down
rosa = bottom-up
violett = überlappende Zone

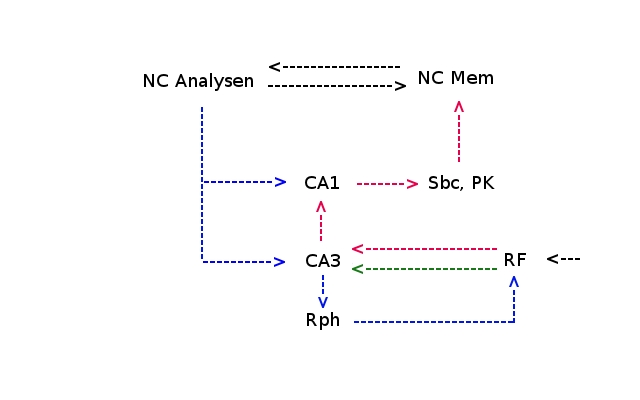
Vereinfachtes neurophysiologisches Schema des Komparatorsystems
NC Analysen = Analytischer Neocortex
NC Mem = Langzeitgedächtnis
Sbc, PK = Subiculum, Papez-Neuronenkreis
CA1 = CA1-Region des Hippocampus
CA3 = CA3-Region des Hippocampus
Rph = Medianer Raphe-Kern
RF = Formatio Reticularis

## Orientierung im Alltag
Einfließende, tatsächliche Sinneseindrücke werden mit bisherigen Erfahrungen und den eingeprägten Folgen dieser Erfahrungen (manchmal auch als internes Weltbild bezeichnet) verglichen und gewertet. Aber auch dynamisches Verhalten spielt eine wichtige Rolle in vielen täglichen Situationen. Angenommen Sie müssen sich zu Fuß einen Weg durch eine Menschenmenge bahnen, so wird der interaktive Vorgang, wohl zum größeren Teil unbewusst, durch das Nervensystem simuliert um die erwarteten Bewegungen der Passanten mit den effektiven Bewegungsmustern durch Analysen zu vergleichen. Abweichungen fließen dabei im internen Modell ständig mit ein. Man kann von permanenten Feinabstimmungen (Nachjustierung) der lokalen und momentanen Weltvorstellung durch die wiederkehrenden Sinneseindrücke ausgehen. Werden Veränderungen registriert, ist das hippocampale Vergleichsystem daran beteiligt. Die Wahrnehmung von Neuem, Veränderungen und Bekanntem zwischen gedachter Erwartung und effektiver Entwicklung, ermöglichen es dem Organismus sich in der Welt zu orientieren.

## Tierversuche und klinische Befunde
Bei Tierversuchen durch Hippocampektomie, zeigte sich bei den Tieren eine ausgeprägte Desorientierung, die sich durch anhaltende Orientierungs-Reflexe, unablässige Neugierde und unersättliches Aufspürverhalten bemerkbar machte. Hippocampale Dysfunktionen zeitigten eine starke Beeinträchtigung der selektiven Aufmerksamkeit, wo Betroffene ungewollt empfänglich für Überlagerungen unwichtiger Stimuli wurden und auch Probleme haben von einem Gegenstand zu einem anderen zu wechseln. Damit einhergehend ist die ausbleibende Überführung vom Kurzzeitgedächtnis ins Langzeitgedächtnis (Anterograde Amnesie) charakteristisch.

## Neurophysiologie
Experimentell konnte die Komparator-Theorie auf neurophysiologischer Ebene bestätigt werden, wonach Neuronen in der CA3-Region des Hippocampus als Komparator fungieren. Sie leiten die zwei Afferenzen aus der Formatio Reticularis und dem Neocortex, je nach deren synchroner oder asynchroner Aktivität, zur CA1-Region des Hippocampus oder intermediär zum medianen Raphe-Kern weiter. Wobei ein informationeller und ein regulatorischer Kreislauf wirksam sind. Anhand von Tierversuchen an Kaninchen ergaben sich dabei folgende Ergebnisse.
Bei erstmaliger Präsentation der Stimuli
erhält die CA3-Region vom Neocortex ein schwaches Signal. Die Formatio reticularis sendet eine starke Theta-Modulation zur CA3-Region aus, was als Wahrnehmung der Neuartigkeit eines Stimulus und wichtiger Schritt des Zustandekommens von selektiver Aufmerksamkeit verstanden wird. Die Theta-Modulation, so konnte man aus den Versuchsresultaten schließen, schottet einen Stimulus auf den die Aufmerksamkeit gerichtet ist vor Beeinflussungen ab und verlängert zusätzlich die Stimulus-Antwort. CA3-Neuronen senden über Schaffer-Kollaterale überwiegend tonische Impulse zur CA1-Region. Die zweite Efferenz von der CA3-Region zum medialen Raphe-Kern, wird wegen der schwachen Aktivität des CA3-Inputs vom Neocortex, nicht aktiviert. Die CA1-Nervenzellen, die eine afferente intermediäre Verbindung mit dem Neocortex haben, erhalten wegen des Inputs aus CA3 keine Impulse mehr von der Großhirnrinde. Die CA1-Neuronen feuern Signale zum Subiculum, welche im Gegensatz zur CA3-Neuronenaktivität stimulispezifische Informationen enthalten. Die Aktivierung des CA1-Outputs zum Subiculum erzeugt eine Kette der Gedächtnisintegration, wobei flüchtige, irrelevante und unwahrscheinliche Wahrnehmungen weder registriert noch gespeichert werden.
Bei mehrmaligen Präsentationen der Stimuli
erhält die CA3-Region vom Neocortex starke Signale und die efferente Signal-Übertragung aus der Formatio Reticularis ebbt, infolge der erhöhten CA3-Aktivität zum Raphe-Kern, welche die Theta-Modulation blockiert, ab. Die Stärke des Cortex-Signals wird als Wahrnehmung des Bekanntheitsgrades (Wiedererkennung) eines Stimulus aufgefasst. Wodurch eine Gewöhnung an die Stimuli erfolgt oder anders ausgedrückt, eine Abnahme der selektiven Aufmerksamkeit darauf bewirkt. Der Output-Strom von CA3 zu CA1 ist dabei unterbrochen, womit die Verbindung vom Neocortex zur CA1-Region wieder durchlässig für Informationen ist. Nach mehreren Wiederholungen der Stimuli-Präsentationen waren die neuen Reize von den Versuchstieren gut erlernt worden, was sich u. a. aus deren Verhalten von Gewöhnung und abnehmenden Interesses herleiten ließ. Wurden die Reize partiell modifiziert, wiederholten sich die neurologischen Vorgänge der erstmaligen Präsentation, wobei die Wiederholungsrate der Reizadaption sank.

## Wahrnehmungs-Glättung
Bei dreidimensionalen (rotierenden) Objekten, die so modelliert sind, dass sie über eine Frontseite und einen Innenraum verfügen, z. B. eine Hohlmaske, werden bei inverser Position mitunter als Frontansicht des Objekts wahrgenommen. Dieses als „binocular depth inversion“ (BDI) bekannte Phänomen, beobachtete man in Studien gehäuft bei Temporallappen-Epilepsie und vermindert bei Schizophrenie. Räumliche Anhaltspunkte (bottom-up) der inversen und damit ungewohnten Ansicht von Objekten und Gesichtern, werden durch die abstrahierte Vorstellung von Bekanntem (top-down) übersteuert und als eine zur gewohnten Normalität passende Wahrnehmung aufgefasst. Dabei scheint das Komparatorsystem eine Schlüsselstellung in der Wahrnehmungsinterpretation zu besetzen. Situationsbedingte Sinneseindrücke stimmen im Regelfall plausibel mit dem konzeptuellen Vorwissen und den gemachten Erfahrungen überein und die interne Korrektur einer geringfügigen sensorischen Abweichung zu der als bekannt und als wahrscheinlich geltenden Interpretation wird als kontinuierlich und stabil wahrgenommen. Ein Erklärungsversuch die ausbleibende Konvex-Illusion bei einem Teil der Schizophrenie-Probanden zu deuten, besteht darin, den Umstand die im Verlauf dieser Erkrankung meistens stattfindende Abnahme emotionaler Beziehung und Vertrautheit zu Umwelt und Gesellschaft zu berücksichtigen, so dass die assoziierten Emotionen schwächer ausfallen und die Top-Down-Signale geringer oder gar nicht korrigierend auf die Sinnesdaten einwirken.
Vergleichbare Effekte sind bei Gabe von Cannabinoiden zu beachten.

## Medikamentöse Beeinflussung des Komparatorsystems
Bei einer großen Abweichung von Modellvorstellung und (verarbeiteten) Sinneseindrücken werden Ängste ausgelöst. Die hohe Dichte an GABA/Benzodiazepin-Rezeptoren im Hippocampus ist ein Indiz dafür, dass die anxiolytische Wirkung von Benzodiazepinen auf der Regulation des Komparatorsystems beruht.